# 瓊富
瓊富（英語：King Fu，代號H20）是香港黃大仙區議會下轄的選區，1994年設立，2023年取消，末任區議員為民主黨成員莫嘉嫻。

## 範圍
選區位於慈雲山至牛池灣中間的斧山一帶，由斧山道豐盛街沿線住宅組成，包括富山邨、瓊山苑、瓊麗苑、瓊軒苑、海港花園以及宏景花園，與其相連的選區有彩雲東、彩雲西、池彩、龍星、慈雲東以及正安，並且包括飛鵝山的西脊，與西貢區相連。投票站因應人口分佈而設有兩個，分別位於富山邨商場內的嗇色園主辦可富耆英鄰舍中心、香港遊樂場協會賽馬會瓊富青少年綜合服務中心。

## 沿革
七十年代後期政府開發斧山，富山邨、瓊山苑、瓊麗苑先後落成，八十年代選舉時被劃入慈雲山東選區。1991年區議會選舉，慈雲山東設有兩個議席，由東九龍居民委員會姚蕭成及陳秋帆自動當選。
1993年港督彭定康推行政改方案改革區議會，取消所有委任議席及雙議席選區制度，全面實行單議席單票制，並改由選區分界及選舉事務委員會制定，區議會選區數目亦隨人口變動而大幅增加。由於慈雲山上的公屋正值重建，大量人口遷出，原屬慈雲山東的富山邨、瓊山苑及瓊麗苑劃為瓊富選區。
1994年區議會選舉，姚蕭成轉戰慈雲北選區，而陳秋帆於本選區爭取連任，得到港同盟匯點聯合推薦，後來因著有《來生不做中國人》一書而聞名的鍾祖康亦在本區參選，最終陳以2,600票擊敗鍾的1,605票。
1999年區議會選舉，加入民建聯的陳秋帆爭取連任，另一候選人為時任市政局議員民主黨的胡志偉，最終胡以2,605票擊敗陳的1,419票。
2003年區議會選舉，宏景花園由鑽石山選區劃入本區，胡志偉爭取連任，遇上本為翠竹及鵬程選區的民主建港聯盟李德康轉區挑戰，最終胡在地區工作和七一效應帶動更多人投票下，以4,480票大勝（李只得1,466票）。
2007年區議會選舉，胡志偉第二度爭取連任，遇上東九龍居民委員會的王瑞雲挑戰，最終胡以全港最高得票的4,370票大勝（王只得1,344票）。
2011年區議會選舉胡志偉第三度爭取連任，東九龍居民委員會改派郭善甄挑戰，最終胡以4,300票大勝（郭只得968票），胡更於2012年香港立法會選舉代表民主黨當選九龍東選區直選席位，成為雙料議員。
2015年區議會選舉胡志偉第四度爭取連任，遇上香港工會聯合會立法會議員黃國健胞弟黃鎮健挑戰，最終胡以3,907票擊敗黃的2,377票，即使身兼立法會區議會職務，胡志偉仍以六成得票當選，而民主派與建制派的得票差距大幅收窄。
2019年區議會選舉，胡志偉為專注立法會事務繁重、避免影響社區服務質素為由放棄連任，交棒予由民協轉投民主黨的當區居民莫嘉嫻，此安排亦因為該黨九龍東支部內鬥劇烈、被媒界捧為「明日之星」的梁翊婷落戶九龍東後，意圖代表民主黨參選翌年立法會選舉，包括在九龍東分別以黃大仙區及觀塘區各提名一隊（梁落戶於觀塘中心選區，亦在2019年選舉順利當選為觀塘區議會議員）或直接取代胡志偉參選，而動作頻仍地拉攏勢力，故此該黨黃大仙區的實力派相當憂慮，避免梁女勢力坐大，故此說服曾任民協主席、多屆議員的莫嘉嫻，放棄再戰曾經連任三屆的九龍城區議會馬頭圍選區、由九龍西支部轉投，希望借助以其曾在另一政黨掌門，在民協曾經主持改革及抗拒馮檢基為首的守舊派復辟之江湖地位和經驗，可望遏止梁及其勢力擴張的野心，同時黃鎮健捲土重來，最終莫以5,559票擊敗黃的3,903票，重返議會及成功由時為民主黨主席及原區議員胡志偉手上接棒。2021年7月9日，因應政府計劃追討協助民主派初選區議員的酬金津貼傳聞所帶動的區議員辭職潮中，莫嘉嫻辭去區議員職務。

## 歷屆議員
| 屆別                  | 議員   | 政治聯繫 | 政治聯繫 |
| --------------------- | ------ | -------- | -------- |
| 1994年－1999年        | 陳秋帆 |          | 民建聯   |
| 2000年－2003年        | 胡志偉 |          | 民主黨   |
| 2004年－2007年        | 胡志偉 |          | 民主黨   |
| 2008年－2011年        | 胡志偉 |          | 民主黨   |
| 2012年－2015年        | 胡志偉 |          | 民主黨   |
| 2016年－2019年        | 胡志偉 |          | 民主黨   |
| 2020年－2021年7月9日  | 莫嘉嫻 |          | 民主黨   |
| 2021年7月10日－2023年 | 懸空   | 懸空     | 懸空     |

## 歷屆選舉結果
| 政党   | 政党   | 候选人    | 票数  | %     | ±     |
| ------ | ------ | --------- | ----- | ----- | ----- |
|        | 民主黨 | 1. 莫嘉嫻 | 5,559 | 58.75 | -3.42 |
|        | 工聯會 | 2. 黃鎮健 | 3,903 | 41.25 | +3.42 |
| 多数票 | 多数票 | 多数票    | 1,656 | 17.50 | -6.84 |

| 政党   | 政党   | 候选人    | 票数  | %     | ±      |
| ------ | ------ | --------- | ----- | ----- | ------ |
|        | 工聯會 | 1. 黃鎮健 | 2,377 | 37.83 | 不適用 |
|        | 民主黨 | 2. 胡志偉 | 3,907 | 62.17 | -19.45 |
| 多数票 | 多数票 | 多数票    | 1,530 | 24.34 | -38.90 |

| 政党   | 政党         | 候选人    | 票数  | %     | ±      |
| ------ | ------------ | --------- | ----- | ----- | ------ |
|        | 民主黨       | 1. 胡志偉 | 4,300 | 81.62 | +5.14  |
|        | 九龍社團聯會 | 2. 郭善甄 | 968   | 18.38 | -5.14  |
| 多数票 | 多数票       | 多数票    | 3,332 | 63.24 | +10.28 |

| 政党   | 政党         | 候选人    | 票数  | %     | ±      |
| ------ | ------------ | --------- | ----- | ----- | ------ |
|        | 民主黨       | 1. 胡志偉 | 4,370 | 76.48 | +1.14  |
|        | 九龍社團聯會 | 2. 王瑞雲 | 1,344 | 23.52 | 不適用 |
| 多数票 | 多数票       | 多数票    | 3,026 | 52.96 | 不適用 |

| 政党   | 政党   | 候选人    | 票数  | %     | ±      |
| ------ | ------ | --------- | ----- | ----- | ------ |
|        | 民主黨 | 1. 胡志偉 | 4,480 | 75.34 | +10.60 |
|        | 民建聯 | 2. 李德康 | 1,466 | 24.66 | -10.60 |
| 多数票 | 多数票 | 多数票    | 3,014 | 50.68 | 不適用 |

| 政党   | 政党   | 候选人    | 票数  | %     | ±      |
| ------ | ------ | --------- | ----- | ----- | ------ |
|        | 民主黨 | 1. 胡志偉 | 2,605 | 64.74 | 不適用 |
|        | 民建聯 | 2. 陳秋帆 | 1,419 | 35.26 | 不適用 |
| 多数票 | 多数票 | 多数票    | 1,186‬ | 29.47 | 不適用 |

| 政党   | 政党                    | 候选人 | 票数  | %     | ±      |
| ------ | ----------------------- | ------ | ----- | ----- | ------ |
|        | 建制派/東九龍居民委員會 | 陳秋帆 | 2,600 | 61.83 | 不適用 |
|        | 港同盟/匯點             | 鍾祖康 | 1,605 | 38.17 | 不適用 |
| 多数票 | 多数票                  | 多数票 | 995   | 23.66 | 不適用 |

## 資料來源
1. ↑   (PDF).   [2019-12-06]. （原始内容存档 (PDF)于2020-11-30）.
2. ↑   (PDF).   [2019-12-10]. （原始内容 (PDF)存档于2020-08-20）.
3. ↑  .   [2019-12-06]. （原始内容存档于2020-08-28）.
4. ↑   (PDF). 香港特區政府憲報.   [2015-09-25]. （原始内容存档 (PDF)于2015-11-22）.